# لینداو (کاتلنبورگ-لینداو)
لینداو (به آلمانی: Lindau) یک منطقهٔ مسکونی در آلمان است که در کاتلنبورگ-لینداو واقع شده‌است. لینداو ۱٬۸۴۶ نفر جمعیت دارد.

## خواهرخوانده
شهر بیناو خواهرخواندهٔ لینداو (کاتلنبورگ-لینداو) هست.